# NGC 5583
NGC 5583 is een spiraalvormig sterrenstelsel in het sterrenbeeld Ossenhoeder. Het hemelobject werd op 4 juni 1886 ontdekt door de Amerikaanse astronoom Lewis A. Swift.

## Synoniemen
- UGC 9196
- MCG 2-37-4
- ZWG 75.18
- PGC 51313